# Sándor Preisinger
Sándor Preisinger (ur. 11 grudnia 1973 w Zalaegerszegu) – węgierski piłkarz występujący na pozycji napastnika, reprezentant kraju, trener piłkarski.

## Życiorys
Grał w juniorach Zalaegerszegi TE, a w 1992 roku został włączony do pierwszej drużyny. W 1994 roku awansował z klubem do NB I, zostając wówczas królem strzelców drugiej ligi. W sezonie 1994/1995 z dorobkiem 21 bramek został natomiast najlepszym strzelcem NB I. W 1996 roku został piłkarzem MTK. Latem wystąpił w dwóch meczach na igrzyskach olimpijskich. Z MTK dwukrotnie (1997, 1999) zdobył mistrzostwo kraju, a trzykrotnie (1997, 1998, 2000) Puchar Węgier. 5 czerwca 1999 roku zadebiutował w reprezentacji w przegranym 0:2 meczu z Rumunią w ramach eliminacji do Mistrzostwa Europy 2000. W latach 2000–2001 grał na wypożyczeniu w Verbroedering Geel i MATÁV Sopron. Następnie przeszedł do Haladásu, z którym spadł z ligi. W związku ze zmianą właściciela na początku 2003 roku opuścił klub, przechodząc do Győri ETO, gdzie nie zagrał jednak w żadnym spotkaniu. Następnie grał w Nyíregyháza Spartacus, Andráshida SC i TUS Bad Waltersdorf, gdzie zakończył karierę piłkarską w 2008 roku.
Bezpośrednio po zakończeniu kariery zawodniczej został trenerem TUS Bad Waltersdorf, którą to funkcję pełnił do 2010 roku. W latach 2011–2012 był trenerem rezerw Zalaegerszegi TE. 25 czerwca 2012 roku został trenerem pierwszej drużyny ZTE. W 20 prowadzonych przez niego meczach Zalaegerszegi TE wygrało ośmiokrotnie, a w marcu 2013 roku Preisinger został zwolniony z funkcji. Następnie prowadził OFC Russel Gabčíkovo, rezerwy TSV Hartberg oraz SV Oberwart. W latach 2016–2020 prowadził młodzieżowe reprezentacje Węgier. We wrześniu 2020 roku objął stanowisko Békéscsaba 1912 Előre. W 37 meczach pod wodzą Preisingera klub wygrał osiem spotkań i we wrześniu 2021 roku Węgier odszedł ze stanowiska.

## Statystyki ligowe
| Sezon         | Klub                   | Liga          | Mecze | Gole |
| ------------- | ---------------------- | ------------- | ----- | ---- |
| 1992/1993     | Zalaegerszegi TE       | NB II         | 18    | 1    |
| 1993/1994     | Zalaegerszegi TE       | NB II         | 27    | 21   |
| 1994/1995     | Zalaegerszegi TE       | NB I          | 27    | 21   |
| 1995/1996     | Zalaegerszegi TE FC    | NB I          | 26    | 7    |
| 1996/1997     | MTK FC                 | NB I          | 25    | 1    |
| 1997/1998     | MTK Hungária FC        | NB I          | 17    | 4    |
| 1998/1999     | MTK Hungária FC        | NB I          | 27    | 11   |
| 1999/2000 (j) | MTK Hungária FC        | NB I          | 10    | 3    |
| 1999/2000 (w) | KFC Verbroedering Geel | Eerste klasse | 14    | 2    |
| 2000/2001     | MATÁV Compaq-Sopron    | NB I          | 34    | 7    |
| 2001/2002     | Haladás VFC            | NB I          | 30    | 11   |
| 2002/2003 (j) | Lombard FC Haladás     | NB I/B        | ?     | ?    |
| 2002/2003 (w) | Győri ETO FC           | NB I          | 0     | 0    |